# 真龙
真龙（： Jin Yong，2003年4月8日—），曾譯陳勇，韓国男子羽毛球運動員。

## 簡歷
真龙受曾是羽球選手的母親影響而接觸羽球，在單打、雙打方面都有不錯的天賦。2021年8月憑藉選拔賽成績入選國家隊，2022年1月加入韓國Yonex羽毛球隊。
真龙在國際賽場主要參與雙打項目。2022年，他曾搭檔李幽琳在韓國大師賽晉級混雙四強、與羅星升在丹麥大師賽奪得生涯個人首冠。2023年3月，真龙／羅星升在越南國際挑戰賽奪得國際賽第二冠。

## 主要比賽成績
只列出曾進入準決賽的國際賽事成績：
| 年份   | 賽事                           | 公開賽級別 | 項目     | 拍檔          | 成績   |
| ------ | ------------------------------ | ---------- | -------- | ------------- | ------ |
| 2019年 | 亞洲青年羽毛球錦標賽           | 其他       | 混合團體 | －            | 季軍   |
| 2021年 | 蘇迪曼盃                       | 其他       | 混合團體 | －            | 季軍   |
| 2022年 | 亞洲羽毛球團體錦標賽           | 其他       | 男子團體 | －            | 季軍   |
| 2022年 | 韓國羽毛球大師賽               | 超級300賽  | 混合雙打 | 李幽琳        | 準決賽 |
| 2022年 | 丹麥羽毛球大師賽               | 國際挑戰賽 | 男子雙打 | 羅星升        | 冠軍   |
| 2023年 | 亞洲羽毛球混合團體錦標賽       | 其他       | 混合團體 | －            | 亞軍   |
| 2023年 | 越南羽毛球國際挑戰賽           | 國際挑戰賽 | 男子雙打 | 羅星升        | 冠軍   |
| 2023年 | 大阪羽毛球國際挑戰賽           | 國際挑戰賽 | 男子雙打 | 羅星升        | 準決賽 |
| 2023年 | 北馬里亞納羽毛球公開賽         | 國際挑戰賽 | 男子雙打 | 羅星升        | 亞軍   |
| 2023年 | 夏季世界大學運動會羽毛球比賽   | 其他       | 混合雙打 | Ji Young Bin  | 銅牌   |
| 2023年 | 亞洲運動會羽毛球比賽           | 其他       | 男子團体 | －            | 銅牌   |
| 2024年 | 亞洲羽毛球團體錦標賽           | 其他       | 男子團體 | －            | 季軍   |
| 2024年 | 馬來西亞羽毛球大師賽           | 超級500賽  | 男子雙打 | 羅星升        | 亞軍   |
| 2024年 | 韓國羽毛球大師賽               | 超級300賽  | 男子雙打 | 金元昊        | 亞軍   |
| 2024年 | 中國羽毛球大師賽               | 超級750賽  | 男子雙打 | 徐承宰        | 冠軍   |
| 2024年 | 泰國羽毛球國際系列賽           | 國際系列賽 | 男子雙打 | Kim Jae Hyeon | 準決賽 |
| 2025年 | 泰國羽毛球大師賽               | 超級300賽  | 男子雙打 | 徐承宰        | 冠軍   |
| 2025年 | 夏季世界大学生运动会羽毛球比赛 | 其他       | 混合團體 | －            | 銅牌   |
| 2025年 | 夏季世界大学生运动会羽毛球比赛 | 其他       | 男子雙打 | 李钟民        | 金牌   |

| 2018-2026年 | 總決賽 | 超級1000賽 | 超級750賽 | 超級500賽 | 超級300賽 | 超級100賽 | 國際挑戰賽 | 國際系列賽 | 未來系列賽 | 其他 |

## 外部連結
- 真龙在BWFBadminton.com（英语）
- 真龙在BWF.TournamentSoftware.com（英语）
- 真龙在Flashscore（英语）